# Grientschnig
Grientschnig je naselje v Občini Dellach im Drautal v Okraju Špital ob Dravi  na Koroškem v Avstriji.